# Ewidencja wyposażenia
Ewidencja wyposażenia – służy do rejestrowania zakupionego wyposażenia dla celów działalności gospodarczej. W ewidencji ujmowane wyposażenie nie przekracza kwoty 1500 zł netto/brutto, a jego okres użytkowania wynosi mniej niż 1 rok. Składniki majątku posiadające okres użytkowania powyżej jednego roku, określane są jako środki trwałe. Ewidencja dla wyposażenia i środków trwałych powinna być prowadzona oddzielnie. Zwolnieni z prowadzenia ewidencji wyposażenia i środków trwałych są jedynie przedsiębiorcy korzystający z karty podatkowej. Limit kwoty 1500 zł „netto” dotyczy podatników posiadających status podatnika „czynnego VAT”, natomiast limit kwoty 1500 zł „brutto” dotyczy podatników o statusie „zwolnionym z VAT”.

## Elementy danych
Według przepisów prawa w ewidencji wyposażenia muszą znaleźć się podstawowe elementy danych, takie jak:
- numer kolejny wpisu,
- datę nabycia,
- numer faktury lub rachunku,
- nazwę wyposażenia,
- cenę zakupu wyposażenia lub koszt wytworzenia,
- numer pozycji, pod którą wpisano w księdze koszt związany z nabyciem wyposażenia, datę likwidacji (w tym również datę sprzedaży lub darowizny) oraz przyczynę likwidacji wyposażenia[3].